# 恩里科·基耶萨
恩里科·基耶萨（義大利語：Enrico Chiesa，1970年12月29日—），意大利男子足球运动员，场上位置是前锋。他曾代表意大利参加1998年国际足联世界杯和1996年欧洲足球锦标赛。他的兒子費特歷高也是職業足球員，曾效力祖雲達斯和利物浦。